# ديريك هومر
ديريك هومر (بالإنجليزية: Derek Homer)‏ هو لاعب كرة قدم أمريكية أمريكي، ولد في 1977.